# Endro!
Endro! (Nhật: えんどろ～！ Hepburn: Endoro~!) là anime truyền hình gốc của Nhật Bản được sản xuất bởi Studio Gokumi. Anime bắt đầu được phát sóng từ ngày 12 tháng 1 năm 2019. Phiên bản chuyển thể manga bắt đầu được đăng tải từ tháng 8 năm 2018. Bộ anime được cấp phép công chiếu tại Bắc Mỹ dưới sự hợp tác của Crunchyroll - Funimation.

## Cốt truyện
Đảo Naral, một lục địa với kiếm và ma thuật trong đó con người và quái vật cùng tồn tại. Quỷ vương khủng khiếp sống ở đó. Vào thời cổ đại, anh hùng thế hệ đầu tiên đã đánh bại Quỷ vương. Trải qua nhiều thế hệ kế tiếp kể từ đó, Quỷ vương đã được hồi sinh và người anh hùng chống lại anh ta cũng xuất hiện trở lại. Các cô gái tham dự một trường học dành cho các nhà thám hiểm để đánh bại Quỷ vương khi anh ta xuất hiện trở lại.
Mặc dù hơi lơ đãng, Yusha có cơ thể của một anh hùng. Rắc rối của yêu tinh Seyla không bao giờ kết thúc vì cô ấy quá nghiêm trọng. Chiến binh vui vẻ Fai thích ăn. Mei là một pháp sư otaku thầm lặng. Khi bốn cô gái nhắm vào nhóm anh hùng, họ sống cuộc sống giả tưởng thoải mái và không có dấu hiệu đánh bại Quỷ vương cho dù có bao nhiêu thời gian trôi qua.

## Nhân vật
Yuusha (ユーシャ Yūsha) / Yulia Chardiet (ユーリア・シャルデット Yūria Sharudetto)
Lồng tiếng bởi: Hikaru Akao
Một cô gái tràn đầy năng lượng với khao khát trở thành anh hùng.
Seira (セイラ Seira) / Ellenoar Seiran (エレノワール・セイラン Erenowāru Seiran)
Lồng tiếng bởi: Shiina Natsukawa
Một linh mục.
Fai (ファイ) / Fai Fai (ファイ・ファイ)
Lồng tiếng bởi: Ari Ozawa
Một chiến binh.
Mei (メイ) / Meiza Endust (メイザ・エンダスト Meiza Endasuto)
Lồng tiếng bởi: Inori Minase
Một pháp sư.
Mao (マオ)
Lồng tiếng bởi: Misaki Kuno
Chúa quỷ đã bị Yusha đánh bại và vô tình bị gửi về quá khứ. Cô trở thành giáo viên tại trường của Yusha với hy vọng ngăn họ trở thành anh hùng.
Princess Rona (ロ一ナ姫 Rona Hime) / Rona Pricipa O Lapanesta (ロ一ナ・プリシパ・オ・ラパネスタ Rona Purishipa O Rapanesuta)
Lồng tiếng bởi: Momo Asakura
Chibi Dragon ()
Lồng tiếng bởi: Asuka Nishi

## Sản xuất và phát hành
Phim được đạo diễn Kaori và được viết bởi Takashi Aoshima,với phần hoạt hình được làm bởi Studio Gokumi. Thiết kế nhân vật của sê-ri được cung cấp bởi Namori và Haruko Iizuka đang điều chỉnh các thiết kế cho hoạt hình. EGG FIRM đang sản xuất anime. Sê-ri đã được chiếu vào ngày 12 tháng 1, 2019 trên kênh Tokyo MX và BS11. Hikaru Akao, Shiina Natsukawa, Ari Ozawa, vàInori Minase trình bày cho ca khúc mở đầu, "Endoro~ru!" như các nhân vật tương ứng của họ và Minase thể hiện bài hát chủ đề kết thúc của sê-ri, "Wonder Caravan!"

#### Danh sách các tập
| No. | Tiêu đề                                                                                              | Ngày phát sóng      |
| --- | --- | ------------------- |
| 1 | "Vẫn còn quá sớm để đóng hết vai đó~!" "Endorōru ni wa Mada Hayai〜!" (エンドロールにはまだ早い〜！) | 12 tháng 1 năm 2019 |
| Ở Vương quốc Lapanesta, một anh hùng Wannabe tên là Yulia "Yusha" Chardiet và bạn bè của cô, linh mục Ellenoar "Seira" Seiran, chiến binh Fai Fai, Meiza "Mei" Endust, họ đang học tại trường Adventure, nơi họ nhận được một giáo viên mới tên là Mao. Không biết đến mọi người, Mao thực sự là một Quỷ vương đến từ tương lai đã bị Yusha và bạn bè của cô đánh bại nhưng vô tình bị gửi ngược thời gian và trở lại với một cô gái nhỏ. Quyết tâm ngăn Yusha trở thành anh hùng, Mao thao túng một thử thách khám phá tàn tích cổ đại và gửi nhóm của Yusha đi sai đường với hy vọng khiến họ bị trục xuất. Yusha kết thúc trong một căn phòng nơi cô tìm thấy thanh kiếm của Anh hùng, cuối cùng chỉ kích hoạt một con golem. Sử dụng thanh kiếm và các kỹ năng tương ứng của họ, Yusha và bạn bè của cô đã quay trở lại lớp học của mình và tránh bị trục xuất. | |                     |
| 2 | "Ma vương, tan biến vào hoàng hôn đi~!" "Maō, Yūhi ni Chiro~!" (魔王, 夕陽に散ろ~!)                  | 19 tháng 1 năm 2019 |
| Khi Mao chuẩn bị gửi lớp vào các nhiệm vụ, Yusha và những người khác cuối cùng không thể quyết định ai sẽ là người lãnh đạo của nhóm. Các cô gái thay phiên nhau làm lãnh đạo, nhưng không ai trong số họ chứng minh là phù hợp với công việc và quyết định thay vào đó là tất cả các nhà lãnh đạo. Lo sợ rằng lịch sử sẽ chỉ lặp lại, Mao quyết định từ bỏ việc trở thành một Quỷ vương và sống một cuộc sống bình thường. | |                     |
| 3 | "Luyện tập nhiệm vụ~!" "Kuestuto Jisshū~!" (クエスト実習~!)                                          | 26 tháng 1 năm 2019 |
| Các cô gái bắt đầu thực hiện các nhiệm vụ của họ, nhưng tiếp tục nhận được nhiệm vụ trần tục như vậy là tìm kiếm mèo. Cuối cùng họ cũng nhận được một nhiệm vụ thực tế, nhưng cuối cùng quyết định tìm kiếm con mèo bị lạc của một cô gái trẻ. Cuộc tìm kiếm của họ đưa họ lên tầng cao nhất của một tòa tháp, nơi họ chiến đấu chống lại một con quái vật nhện mạnh mẽ trước khi tìm thấy con mèo bị lạc. | |                     |
| 4 | "Biển,đồ bơi và diệt Ác thần~!" "Umi to Mizugi to Jashin Tōbatsu~!" (海と水着と邪神討伐~!)           | 2 tháng 2 năm 2019  |
| Trong thời gian nghỉ hè, nhóm bạn đến một hòn đảo để điều tra quái vật như một phần của bài tập về nhà mùa hè của họ trong khi cũng chơi xung quanh trên bãi biển. Trong khi đi kiếm thức ăn, các cô gái tình cờ gặp một con cá thu, người đã vô tình thả ra một vị thần xấu xa đã làm nô lệ cho bạn bè của mình. Đề nghị giúp đỡ, các cô gái đối mặt với ác thần, người đã bị đánh bại bởi Thanh kiếm của Yusha trước khi bị linh vật Chibi Dragon của họ ăn thịt. | |                     |
| 5 | 9 tháng 2 năm 2019                                                                                   |                     |